# Crotalus lannomi
Crotalus lannomi là một loài rắn trong họ Rắn lục. Loài này được Tanner mô tả khoa học đầu tiên năm 1966.